# Bandera de la Granada
La bandera oficial de la Granada té la següent descripció:
Bandera apaïsada, de proporcions dos d'alt per tres de llarg, groga, amb la magrana verda de grans vermells de l'escut, d'alçària 31/36 de la del drap i amplària 29/54 de la llargària del mateix drap, situada a 1/12 de la vora superior i a 6/27 de la de l'asta.

## Història
El 27 de maig de 1994, el Ple de l'Ajuntament de la Granada (Alt Penedès) va adoptar l'acord d'aprovar la bandera municipal. Va ser confirmada per la Generalitat el 18 de gener de 2001 i publicada en el Diari Oficial de la Generalitat de Catalunya núm. 3321 del 6 de febrer del mateix any.